# Trelins
Trelins é uma comuna francesa na região administrativa de Auvérnia-Ródano-Alpes, no departamento de Loire. Estende-se por uma área de 8,09 km². Em 2010 a comuna tinha 665 habitantes (densidade: 82,2 hab./km²).